# Marcus Edwards
Marcus Edwards (Londra, 3 dicembre 1998) è un calciatore inglese, centrocampista o attaccante del Burnley.

## Biografia
È nato in Inghilterra da padre inglese e madre greco-cipriota.

## Caratteristiche tecniche
Ala destra dinamica in possesso di un'ottima visione di gioco e di una capacità innata nel saltare gli avversari grazie alla sua rapidità e alle notevoli qualità tecniche. Caratteristiche che non sono sfuggite agli occhi degli addetti ai lavori e della stampa, considerandolo come uno dei migliori prospetti inglesi degli ultimi anni.

## Carriera

### Club
Edwards è entrato a far parte dell'academy del Tottenham all'età di otto anni, affermandosi ben presto come uno dei migliori talenti del settore giovanile degli Spurs.
Il 2 agosto 2016, dopo un lungo periodo di negoziati a causa dell'interesse mostrato da altre società, firma il suo primo contratto professionale con il club del nord di Londra.
Il 21 settembre debutta da subentrato con il Tottenham durante la sfida in EFL Cup contro il Gillingham, sfiorando il gol nel finale di gara.

### Nazionale
Ha giocato nelle nazionali giovanili inglesi Under-16, Under-17, Under-18, Under-19 ed Under-20.
Nel 2017 ha vinto gli Europei Under-19.

## Statistiche

### Presenze e reti nei club
Statistiche aggiornate al 22 febbraio 2024.
| Stagione                 | Squadra                  | Campionato               | Campionato | Campionato | Coppe nazionali | Coppe nazionali | Coppe nazionali | Coppe continentali | Coppe continentali | Coppe continentali | Altre coppe | Altre coppe | Altre coppe | Totale | Totale |
| Stagione                 | Squadra                  | Comp                     | Pres       | Reti       | Comp            | Pres            | Reti            | Comp               | Pres               | Reti               | Comp        | Pres        | Reti        | Pres   | Reti   |
| ------------------------ | ------------------------ | ------------------------ | ---------- | ---------- | --------------- | --------------- | --------------- | ------------------ | ------------------ | ------------------ | ----------- | ----------- | ----------- | ------ | ------ |
| 2016-2017                | Tottenham                | PL                       | 0          | 0          | FACup+CdL       | 0+1             | 0               | -                  | -                  | -                  | -           | -           | -           | 1      | 0      |
| 2017-gen. 2018           | Tottenham                | PL                       | 0          | 0          | FACup+CdL       | 0               | 0               | UCL                | 0                  | 0                  | -           | -           | -           | 0      | 0      |
| Totale Tottenham         | Totale Tottenham         | Totale Tottenham         | 0          | 0          |                 | 1               | 0               |                    | 0                  | 0                  |             | -           | -           | 1      | 0      |
| gen.-giu. 2018           | Norwich City             | FLC                      | 1          | 0          | FACup+CdL       | -               | -               | -                  | -                  | -                  | -           | -           | -           | 1      | 0      |
| 2018-2019                | Excelsior                | ED                       | 25+2       | 2          | CO              | 1               | 0               | -                  | -                  | -                  | -           | -           | -           | 28     | 2      |
| 2019-2020                | Vitória Guimarães        | PL                       | 26         | 7          | CP+CdL          | 1+4             | 0               | UEL                | 5                  | 2                  | -           | -           | -           | 36     | 9      |
| 2020-2021                | Vitória Guimarães        | PL                       | 33         | 3          | CP+CdL          | 2+1             | 0               | -                  | -                  | -                  | -           | -           | -           | 36     | 3      |
| 2021-gen. 2022           | Vitória Guimarães        | PL                       | 18         | 7          | CP+CdL          | 2+4             | 1+0             | -                  | -                  | -                  | -           | -           | -           | 24     | 8      |
| Totale Vitoria Guimaraes | Totale Vitoria Guimaraes | Totale Vitoria Guimaraes | 77         | 17         |                 | 14              | 1               |                    | 5                  | 2                  |             | -           | -           | 96     | 20     |
| gen.-giu. 2022           | Sporting Lisbona         | PL                       | 12         | 3          | CP+CdL          | 2+0             | 0               | UCL                | 1                  | 0                  | SP          | -           | -           | 15     | 3      |
| 2022-2023                | Sporting Lisbona         | PL                       | 33         | 7          | CP+CdL          | 1+5             | 0+2             | UCL+UEL            | 6+6                | 2+1                | -           | -           | -           | 51     | 12     |
| 2023-2024                | Sporting Lisbona         | PL                       | 26         | 4          | CP+CdL          | 5+3             | 1+0             | UEL                | 10                 | 1                  | -           | -           | -           | 44     | 6      |
| 2024-gen. 2025           | Sporting Lisbona         | PL                       | 6          | 1          | CP+CdL          | 1+1             | 2+0             | UCL                | 1                  | 0                  | SP          | 1           | 0           | 10     | 3      |
| Totale Sporting Lisbona  | Totale Sporting Lisbona  | Totale Sporting Lisbona  | 77         | 15         |                 | 18              | 5               |                    | 24                 | 4                  |             | 1           | 0           | 120    | 24     |
| gen.-giu. 2025           | Burnley                  | FLC                      | 7          | 1          | FACup+CdL       | 2+0             | 1+0             | -                  | -                  | -                  | -           | -           | -           | 9      | 2      |
| Totale carriera          | Totale carriera          | Totale carriera          | 189        | 35         |                 | 36              | 7               |                    | 29                 | 6                  |             | 1           | 0           | 255    | 48     |

## Palmarès

### Club

#### Competizioni nazionali
- Coppa di Lega portoghese: 1

Sporting Lisbona: 2021-2022
- Campionato portoghese: 1

Sporting Lisbona: 2023-2024